# Eugene Dynarski
Eugene Dynarski (Estados Unidos, 13 de septiembre de 1932-27 de febrero de 2020) fue un actor estadounidense. Tres de los más importantes proyectos en los que estuvo involucrado fueron, dos películas de Steven Spielberg: El diablo sobre ruedas y Encuentros en la tercera fase, y el videojuego de Westwood Studios, Command & Conquer: Red Alert.

## Carrera artística
En la película El diablo sobre ruedas, Dynarski tuvo un pequeño papel como camionero que se encontraba en un café. En Command & Conquer: Red Alert, Dynarski interpreta al primer ministro soviético Iósif Stalin, apareciendo a lo largo del juego en la campaña soviética y brevemente en la campaña aliada.
Dynarski actuó en numerosos programas de televisión. Es uno de los 32 actores o actrices que han sido protagonistas invitados en la serie de televisión Star Trek: La serie original (episodios Las mujeres de Mudd y The Mark of Gideon) y posteriormente en uno de los spin off de la serie (Star Trek: La nueva generación, episodio 11001001)
En la serie de televisión The Monkees, Dynarski interpreta al socio del hombre dragón, Toto, en el episodio titulado "Monkee Chow Mein" (fecha de emisión en Estados Unidos: 13 de marzo de 1967). Otros de sus créditos de televisión incluyen episodios de Batman (episodios 47 y 48), Starsky y Hutch, CHiPs y El equipo A. También es conocido por sus dos apariciones interpretando el papel de Izzy Mandelbaum Jr. en Seinfield.
Dynarski actuó en el cortometraje, Apple Jack (2003) como Helmut Jitters.